# 德斯內茲伊阿 (亞利桑那州)
德斯內茲伊阿（英語：Tes Nez Iah）是位於美國亞利桑那州阿帕契縣的一個非建制地區。該地的面積和人口皆未知。

## 地理
德斯內茲伊阿的座標為36°56′35″N 109°42′32″W / 36.94306°N 109.70889°W，而該地的平均海拔高度為1448米（即4751英尺）。